# Карлос Састре
Карлос Састре Кандил (шп. Carlos Sastre Candil; 22. април 1975) је бивши шпански професионални бициклиста у периоду од 1998. до 2011. Са тимом Саксо банк, у коме је провео 6 година, освојио је Тур де Франс 2008. године, што му је највећи успех у каријери. Састре никад није био позитиван на допинг тесту нити је био умешан у било какву истрагу везану за допинг.

## Каријера

### Почетак каријере
Кад је Састре био мали, професионални бициклиста Франциско Игњацио Сан Роман је живио у њиховој кући, пре него је постао аматер, Састреа је тренирао отац.
Први професионални уговор потписао је 1997. године са тимом ОНЦ, где је углавном служио као радник и забиљежио је тек по неку победу, све док није показао своју снагу у брдима и освојио брдску класификацију на Вуелта а Еспањи 2000. године и завршио је на осмом месту у генералном пласману. 2001. освојио је једну етапу на Вуелта Бургос трци.
2002. године прешао је у тим ЦСЦ и прве сезоне није успио да оствари победу, док су му најзначајнији резултати пето место на туру Романдије и десето место на Тур де Франсу.
2003. године победио је на једној етапи на Тур де Франсу и завршио је на деветом месту у генералном пласману. Пре почетка 2004. године, Састре и лидер тима СЦС Иван Басо, тренирали су у Бостону како би поправили хронометарске способности, што је помогло Састреу да освоји осмо место на Тур де Франсу и шесто место на Вуелта а Еспањи.
2005. године дошао је на Тур де Франс као први помоћник Ивану Басу и завршио га је на 21 месту. Након Тура, био је лидер тима на Вуелта а Еспањи, где је коначно успио да освоји подијум, завршивши трећи, иза Дениса Мењшова и првобитног победника, Роберта Ераса. Ерасу је касније победа одузета због позитивног допинг теста и припала је Мењшову, док је Састреу припало друго место, што му је био највећи успех у дотадашњој каријери.

### 2006
2006. године, возио је сва три гранд тура. на Ђиро д'Италији помагао је Ивану Басу да освоји, а сам је завршио на 43 месту. План је био да Састре буде Басов помоћник и на Тур де Франсу, али дан пре почетка Тура, тим СЦС је суспендовао Баса због умешаности у допинг, што је омогућило Састреу да буде лидер, а овај је то у потпуности искористио. Састре је био добар у брдским етапама и пре хронометра на етапи 19, био је други, 14 секунди иза Оскара Переира. Хронометар је завршио на 20 месту и изгубио доста времена. На крају је завршио четврти, иза победника Флојда Ландиса, Оскара Переира и Андреаса Клудена. Касније је Ландису одузета победа због допинга и Састреу је припало треће место. На Вуелта а Еспањи освојио је четврто место.

### 2007
2007. године, Састре је имао још једну успешну гранд тур сезону. На Тур де Франсу освојио је четврто место, 7 минута иза победника Алберта Контадора, док је на Вуелта а Еспањи освојио друго место, 3'31" иза победника Дениса Мењшова

### 2008
На Тур де Франсу 2008. године, Састре је био један од фаворита, уз Аустралијанца Кадела Еванса, Шпанца Алехандра Валвердеа и Руса Дениса Мењшова. Поред њих, ту су били и Састреови сувозачи, браћа Шлек.
Састре је био прилично резервисан у првом делу Тура, његов сувозач, Френк Шлек је узео лидерску мајицу након етапе 15. На 17 етапи, Састре је показао своју класу, победивши на Алп ду Езу са преко два минута испред Кадела Еванса, узевши мајицу од Френка Шлека, који је тада био минут и по иза. Састре је знао да су и он и браћа Шлек лоши хронометраши и да ова предност можда не буде довољна, али успео је да победи Тур са 58 секунди испред Еванса. Енди Шлек је освојио класификацију за најбољег младог возача, а тим ЦСЦ је био најбољи тим на Туру.
Састре је покушао да освоји и Вуелту, али је завршио на трећем месту. На крају сезоне није успио да се договори око уговора и напустио је СЦС тим.

### 2009—2011
2009. године прешао је у швајцарски Сервело Тест Тим (фр. Cervélo TestTeam), гдје се задржао једну сезону На Ђиро д'Италији, победио је на краљевској етапи, која је трајала седам сати. Састре је победио и на етапи 19, такође из бега. На крају је освојио друго мјесто на Ђиру, иза некадашњег сувозача, Ивана Баса. На Туру је завршио тек на 16. мјесту. 2010. године, забележио је још два завршетка у топ 10, седмо мјесто на Ђиру и осмо на Вуелти, Тур је завршио на 20. мјесту. Укупно је био 15 пута у топ 10 на три гранд тура. 2010. освојио је треће место на класику Сан Себастијан. Каријеру је завршио 2011. године у про-континенталном тиму Геокс, са којим је освојио треће место на Туру Аустрије. Возио је и Ђиро и завршио га на 30 месту, а Вуелта а Еспању на 20 месту. Задњу победу остварио је на Критеријуму Овиједа 2011. године.